# 1981年亚洲柔道锦标赛
1981年亚洲柔道锦标赛与当年7月在印度尼西亚雅加达举办。

## 奖牌概况

### 男子项目
| 项目              | 金牌               | 银牌                       | 铜牌                        |
| 60公斤级          | 滨田初幸（日本）   | 赖树山（中華臺北）         | Lee Kyung-Keun（大韩民国）  |
| 60公斤级          | 滨田初幸（日本）   | 赖树山（中華臺北）         | Mohammad Ibrahim（科威特）  |
| 65公斤级          | 佐原恭辅（日本）   | 蔡德文（中華臺北）         | 黄正五（大韩民国）          |
| 65公斤级          | 佐原恭辅（日本）   | 蔡德文（中華臺北）         | Mohammad Abdul（科威特）    |
| 轻量级 (71公斤级) | 西田孝宏（日本）   | Park Chong-Hak（大韩民国） | Ta（香港）                  |
| 轻量级 (71公斤级) | 西田孝宏（日本）   | Park Chong-Hak（大韩民国） | Chen Tian-Zhang（中華臺北） |
| 78公斤级          | 日阴畅年（日本）   | 叶海瑞（中華臺北）         | Rudi Rapar（印度尼西亚）    |
| 78公斤级          | 日阴畅年（日本）   | 叶海瑞（中華臺北）         | Ku（大韩民国）              |
| 86公斤级          | 惠谷正雄（日本）   | Hong（大韩民国）           | Ya Sheng-De（中華臺北）     |
| 86公斤级          | 惠谷正雄（日本）   | Hong（大韩民国）           | Ibrahim Ashour（科威特）    |
| 95公斤级          | 河原月夫（日本）   | 河亨柱（大韩民国）         | 孙义雄（中華臺北）          |
| 95公斤级          | 河原月夫（日本）   | 河亨柱（大韩民国）         | Shemmari（科威特）          |
| 95公斤以上级      | 齐藤仁（日本）     | 吕文进（中華臺北）         | Kim Ik-Soo（大韩民国）      |
| 95公斤以上级      | 齐藤仁（日本）     | 吕文进（中華臺北）         | Perry Pantauw（印度尼西亚） |
| 无差别            | 河亨柱（大韩民国） | Chang（中華臺北）          | Perry Pantauw（印度尼西亚） |
| 无差别            | 河亨柱（大韩民国） | Chang（中華臺北）          | 松井功（日本）              |

### 女子项目
| 项目         | 金牌               | 银牌                       | 铜牌                       |
| 48公斤级     | 林浪子（日本）     | Sheh（中華臺北）           | Muiana Tanto（印度尼西亚） |
| 48公斤级     | 林浪子（日本）     | Sheh（中華臺北）           | Kong（香港）               |
| 52公斤级     | 山口香（日本）     | Shu（中華臺北）            | Rahayu（印度尼西亚）       |
| 52公斤级     | 山口香（日本）     | Shu（中華臺北）            | Panganipan（菲律宾）       |
| 56公斤级     | Leung（香港）      | 西条美智子（日本）         | Lilih（中華臺北）          |
| 56公斤级     | Leung（香港）      | 西条美智子（日本）         | Triaututi（印度尼西亚）    |
| 61公斤级     | 笹原美智子（日本） | Cho（中華臺北）            | Fung（香港）               |
| 61公斤级     | 笹原美智子（日本） | Cho（中華臺北）            | Padre（印度尼西亚）        |
| 66公斤级     | 竖石洋美（日本）   | Elly Amalia（印度尼西亚）  | Lim（中華臺北）            |
| 66公斤级     | 竖石洋美（日本）   | Elly Amalia（印度尼西亚）  | 无                         |
| 72公斤级     | Jeng（中華臺北）   | Umar Usman（印度尼西亚）   | Hiroyo Sato（日本）        |
| 72公斤级     | Jeng（中華臺北）   | Umar Usman（印度尼西亚）   | 无                         |
| 72公斤以上级 | 川村顺子（日本）   | Budiliantono（印度尼西亚） | Yang（中華臺北）           |
| 72公斤以上级 | 川村顺子（日本）   | Budiliantono（印度尼西亚） | 无                         |
| 无差别       | 川村顺子（日本）   | Leung（香港）              | Elly Amalia（印度尼西亚）  |
| 无差别       | 川村顺子（日本）   | Leung（香港）              | Nahar（孟加拉国）          |

### 奖牌榜
| 排名 | 国家／地区 | 金牌 | 银牌 | 铜牌 | 總數 |
| ---- | ---------- | ---- | ---- | ---- | ---- |
| 1    | 日本       | 13   | 1    | 2    | 16   |
| 2    | 中華臺北   | 1    | 8    | 6    | 15   |
| 3    |            | 1    | 3    | 4    | 8    |
| 4    | 香港       | 1    | 1    | 3    | 5    |
| 5    | 印度尼西亞 | 0    | 3    | 8    | 11   |
| 6    | 科威特     | 0    | 0    | 4    | 4    |
| 7    | 菲律賓     | 0    | 0    | 1    | 1    |
| 7    |            | 0    | 0    | 1    | 1    |
| 总计 | 总计       | 16   | 16   | 29   | 61   |